# Sauber C34
La Sauber C34 è una vettura da Formula 1 realizzata dalla Sauber per il campionato mondiale di Formula 1 2015. La vettura è stata presentata il 29 gennaio 2015 tramite il sito ufficiale della scuderia.

## Livrea e sponsor
La livrea rappresenta uno stacco con il recente passato della scuderia ed è caratterizzata da una base blu con inserti gialli in ossequio al nuovo partner commerciale, il Banco do Brasil, legato a Felipe Nasr, e ai colori della Svezia, Paese di provenienza dell'altro pilota, Marcus Ericsson.

## Piloti
| Piloti ufficiali   | Piloti ufficiali   | Piloti ufficiali |
| Nazione            | Nome               | Numero           |
| ------------------ | ------------------ | ---------------- |
| Svezia (bandiera)  | Marcus Ericsson    | 9                |
| Brasile (bandiera) | Felipe Nasr        | 12               |
| Collaudatori       |                    |                  |
| Nazione            | Nome               | Numero           |
| Italia (bandiera)  | Raffaele Marciello | 36               |

## Sviluppo
Reduce dalla stagione peggiore nella sua storia e limitata da una difficile situazione economica, la Sauber optò per realizzare un'evoluzione della precedente C33, intervenendo per correggere i maggiori difetti della monoposto. Particolare attenzione fu riservata al miglioramento delle prestazioni nelle curve lente e del comportamento in frenata, oltre che alla riduzione dei pesi.
In occasione del Gran Premio di Singapore l'anteriore della monoposto fu pesantemente modificato, con un musetto più basso e una protuberanza anteriore (necessaria per garantire la sezione minima prevista dal regolamento) di dimensioni più contenute.

## Stagione
La stagione si aprì positivamente per la Sauber, che portò in zona punti entrambi i piloti in due delle prime tre gare. In Australia Nasr e Ericsson giunsero rispettivamente quinto e ottavo, mentre in Cina i due tagliarono il traguardo in ottava e decima posizione. Con il procedere della stagione la C34 si dimostrò affidabile, ma non sufficientemente competitiva per lottare regolarmente per la zona punti. Nelle sei gare successive al Gran Premio di Cina Ericsson giunse sempre al traguardo, ma mai nei primi dieci, mentre Nasr conquistò l'unico risultato utile a Monaco (nono), ritirandosi per problemi tecnici prima della partenza del Gran Premio di Gran Bretagna.
A partire dal Gran Premio d'Ungheria Ericsson iniziò una serie di tre gare consecutive a punti, cogliendo due decimi e un nono posto. La serie fu proseguita da Nasr, che giunse decimo nel Gran Premio di Singapore, in occasione del quale fu introdotta una versione evoluta della monoposto. Il pilota brasiliano marcò punti anche nel Gran Premio di Russia e in quello degli Stati Uniti, nei quali conquistò un sesto e un nono posto. Questi risultati consentirono alla Sauber di conservare l'ottava posizione nel campionato costruttori, davanti a McLaren e Manor Marussia, migliorando di due posizioni rispetto all'anno precedente.

## Risultati F1
| Anno | Team           | Motore                              | Gomme | Piloti   |   |     |    |    |    |    |    |    |    |    |    |    |    |    |     |     |     |    |    | Punti | Pos. |
| ---- | -------------- | ----------------------------------- | ----- | -------- | - | --- | -- | -- | -- | -- | -- | -- | -- | -- | -- | -- | -- | -- | --- | --- | --- | -- | -- | ----- | ---- |
| 2015 | Sauber F1 Team | Ferrari 059/3 (prima e poi 59/4) V6 | P     | Ericsson | 8 | Rit | 10 | 14 | 14 | 13 | 14 | 13 | 11 | 10 | 10 | 9  | 11 | 14 | Rit | Rit | 12  | 16 | 14 | 36    | 8º   |
| 2015 | Sauber F1 Team | Ferrari 059/3 (prima e poi 59/4) V6 | P     | Nasr     | 5 | 12  | 8  | 12 | 12 | 9  | 16 | 11 | NP | 11 | 11 | 13 | 10 | 20 | 6   | 9   | Rit | 13 | 15 | 36    | 8º   |

| Legenda | 1º posto     | 2º posto | 3º posto    | A punti         | Senza punti/Non class.  | Grassetto – Pole position Corsivo – Giro più veloce |
| Legenda | Squalificato | Ritirato | Non partito | Non qualificato | Solo prove/Terzo pilota | Grassetto – Pole position Corsivo – Giro più veloce |